# Lactoridaceae

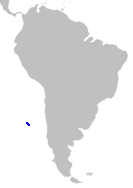
Mapa de distribución de Lactoridaceae.

Las lactoridáceas (Lactoridaceae) son una familia de angiospermas (taxón Magnoliophyta) del Orden Piperales. Consta de un género, Lactoris Phil., 1865 con una única especie, Lactoris fernandeziana, endémica de la isla de Más a Tierra o Robinson Crusoe (Archipiélago Juan Fernández, Chile), donde se encuentra en peligro de extinción.

## Descripción
- Arbusto glabro, con numerosos eleócitos en hojas, flores y corteza, dándoles sabor picante.
- Hojas pequeñas, alternas y dísticas (elípticas según APW), simples, enteras, obovadas, emarginadas, herbáceas, con glándulas traslúcidas, sin parénquima en empalizada. Estomas anomocíticos. Venas secundarias subpinadas. Estípulas intrapeciolares, adnatas al pecíolo, envainadoras, inicialmente pareadas.
- Tallos con ramificación ligeramente en zigzag, pero fundamentalmente monopódica, con 1 o 2 nudos hinchados, unilacunares, con dos rastros foliares.
- Planta ginomonoica, con una proporción de flores hermafroditas y femeninas de aproximadamente 1:1, las flores masculinas son escasas.
- Flores solitarias o en cortos monocasios de 2 a 4 flores (inflorescencia tirsoide según el APW).
- Flores pequeñas, trímeras, axilares, cíclicas, bisexuales, masculinas con ovario vestigial o femeninas con estaminodios. Sin bracteolas. Pedicelo con una bráctea adaxial basal membranosa. Disco hipógino ausente. Los miembros del perianto con una sola traza foliar. Tres sépalos, imbricados, en un verticilo. Sin pétalos. Androceo de 6 estambres en 2 verticilos de 3, cortos, libres, alternisépalos, los interiores o los dos verticilos estaminodiales, filamentos aplanados, laminares, anteras adnatas (al menos al , no versátiles, con 2 tecas extrorsas 2-esporangiadas, dehiscencia por hendidura longitudinal, conectivo apicalmente ligeramente prominente; verticilo interno o los dos verticilos a veces estaminodiales. Gineceo súpero (vestigial en las flores masculinas), con 3 carpelos en un verticilo, semicarpos (soldados basalmente y libres apicalmente), estilo corto, estigma decurrente; óvulos 6 por carpelo (pero pueden ser 4 u 8), en dos filas, anátropos, bitégmicos, débilmente crasinucelados a tenuinucelados, con funículos largos y haustorio calazal, placentación marginal, placentas prominentes, las células del tegumento colapsadas, dos láminas cuticulares persistentes.
- Fruto en plurifolículo, con pico.
- Semillas con endospermo abundante, oleoso. Embrión muy pequeño, con 2 cotiledones. Una ilustración en Engler (1888) muestra una micropila biestomal.
- Polen en tétradas, granos anasulcados, escabrados, exina con capa inferior unilaminar rodeando toda la tétrada, como la ectexina, granular (subcolumelada), que no rodea, sin embargo, el hemisferio proximal y la región ecuatorial de cada grano, un saco prominente cerca de las aperturas.
- Anatomía: madera sin rayos en la región internodal, los plástidos de las células cribosas del floema con granos de almidón.
- Cutícula con ceras como láminas paralelas.
- Número cromosómico: x = 40, 42.

A la fecha de edición de este artículo (noviembre del 2007) no había suficiente información sobre la corteza y los caracteres del pecíolo.

## Ecología
Lactoris fernandeziana es un componente del bosque de niebla submontano entre 400-600 m de altitud, en situaciones sombreadas y húmedas. La polinización es anemógama, si bien las flores son autocompatibles. A pesar de la alta producción de semilla, su germinación es muy difícil, probablemente debido a la fuerte endogamia.

## Fitoquímica
Saponinas y sapogeninas ausentes. Kaempferol y el flavonoide isohammetina presentes. El endotegmen tiene alto contenido en taninos.

## Fósiles
Se conoce polen fósil atribuible a esta familia del Cretácico superior de la costa suroeste de Sudáfrica y mónadas similares de estratos del Cretácico inferior y superior, por lo que se sospecha que esta familia pudo estar más diversificada en aquellas épocas y ser hoy día un relicto.

## Posición sistemática
Las lactoridáceas son un grupo primitivo de angiospermas. Sus caracteres muestran una sorprendente mezcla de aquellos presentes en otras familias primitivas, junto con caracteres derivados. Los análisis filogenéticos basados en datos moleculares incluyen a Lactoris dentro de las aristoloquiáceas debido probablemente a la presencia de numerosas substituciones aisladas acumuladas en sus genes, mientras que los análisis morfológicos la muestran como un grupo basal de la misma familia (Neinhuis et al., 2005, ver referencia). El APW (Angiosperm Phylogeny Website) considera que forma parte del Orden Piperales, siendo el grupo hermano de las aristoloquiáceas.

## Táxones incluidos
Introducción teórica en Taxonomía
Incluye un único género Lactoris Phil., 1865 (= Ansonia Hemsl., 1884) y una única especie, Lactoris fernandeziana Phil., 1865 (= Ansonia nodulosa Hemsl., 1884). Arbusto densamente ramoso, alcanza 115 cm de altura. Florece de noviembre a enero, los frutos maduran en abril. En la isla quedan unos mil pies y su conservación pasa por la protección del territorio que ocupan y la mejora de los intentos de cultivo, usualmente fallidos.